# Schneeballeffekt
Der Schneeballeffekt beschreibt redensartlich sich aufschaukelnde Kettenreaktionen, meist im gesellschaftlichen Bereich. Der Begriff leitet sich her vom rollenden und dabei anwachsenden Schneeball, der im Gebirge womöglich Lawinenausmaße annehmen kann. So kann z. B. ein schiefer Blick zum Streit und dieser zu einer Massenschlägerei anwachsen. Klassisch beschreibt die Metapher die Verbreitung eines Gerüchts. Auch der Kettenbrief und das betrügerische Schneeballsystem machen sich den Schneeballeffekt zu Nutze.

## Abgrenzung
- Im Gegensatz zum Dominoeffekt ist der Schneeballeffekt mit steigender Intensität behaftet. Das bedeutet, dass der Schneeballeffekt mit fortdauernder Zeit immer größere Ausmaße annimmt. Beim Dominoeffekt dagegen handelt es sich meist um Geschehnisse gleicher oder ähnlicher Intensität, die auseinander resultieren.
- Im Unterschied zum Schneeballeffekt, bei dem kleine Effekte sich über eine Kettenreaktion linear oder exponentiell selbst verstärken und somit zumindest eine grobe Verlaufsrichtung vorgeben, bezeichnet der Schmetterlingseffekt die vollständige und unvorhersehbare Veränderung eines ganzen Systems durch eine kleine Änderung der Ausgangsbedingungen. Auch hierbei spielen selbstverstärkende Effekte eine Rolle, allerdings kann sich durch die kleine Änderung die Verlaufsrichtung des Systems völlig umkehren. Zudem wird der Begriff des Schmetterlingseffekts nicht in gesellschaftlichem Kontext, sondern meist auf dynamische physikalische Prozesse angewendet.
- Als Lawineneffekt bezeichnet man in der Kryptographie die Eigenschaft eines Algorithmus (beispielsweise einer Blockchiffre oder Hashfunktion), bei einer minimalen Änderung der Eingabe eine völlig andere Ausgabe zu erzeugen. Dahinter steht formal die informationstheoretische Forderung, dass sich bei einer Änderung eines Eingabebits jedes Bit der Ausgabe mit einer Wahrscheinlichkeit von 50 % ändern muss. Trotz der begrifflichen Nähe zum Schneeballeffekt und der auf den ersten Blick scheinbar „überlappenden“ Definitionen handelt es bei beiden Begriffen also nicht um Synonyme.

## Weitere gesellschaftliche Effekte
- Streisand-Effekt
- Werther-Effekt